# Rauhi Fattuh
Rauhi Fattuh, arab. ‏روحي فتوح‎ (ur. 1949) – polityk palestyński, tymczasowy prezydent Autonomii Palestyńskiej po śmierci Jasera Arafata (2004).
Członek ruchu Al-Fatah, od listopada 2003 był ministrem rolnictwa w rządzie Ahmada Kuraja. 10 marca 2004 został wybrany na przewodniczącego Rady Ustawodawczej Autonomii Palestyńskiej (parlamentu). Po śmierci Jasera Arafata 11 listopada 2004 przejął na 60 dni obowiązki prezydenta Autonomii, z zadaniem przeprowadzenia nowych wyborów.